# Ulviye Sultan
Fatma Ulviye Sultan (turco ottomano: فاطمه علویه سلطان, lett. "colei che si astiene" e "colei che esalta"; Istanbul, 11 settembre 1892 – Smirne, 25 gennaio 1967) è stata una principessa ottomana, figlia del sultano Mehmed VI e della sua prima moglie Nazikeda Kadın.

## Origini
Fatma Ulviye Sultan nacque l'11 settembre 1892 a Istanbul, nel Palazzo Ortaköy. Suo padre era Şehzade Mehmed Vahdeddinin (il futuro sultano ottomano Mehmed VI) e sua madre la sua prima moglie Nazikeda Kadın. Aveva una sorella maggiore, Münire Fenire Sultan, nata e morta nel 1888, e una sorella minore, Rukiye Sabiha Sultan, nata nel 1894. Aveva anche un fratellastro minore, Şehzade Mehmed Ertuğrul, nato nel 1912 dalla seconda consorte Müveddet Kadın. 
Insieme alla sorella, venne istruita da Refik Bey, figlio di Mihrifelek Kalfa, seconda governante di suo nonno paterno, il sultano Abdülmecid I, mentre imparò a suonare il pianoforte da Mlle Voçino.

## Primo matrimonio
Il 10 agosto 1916, sei mesi dopo l'elevazione di suo padre a Valihad Şehzade (principe ereditario) a causa della morte di Şehzade Yusuf Izzeddin, Ulviye Sultan sposò Ismail Hakki Pasha, figlio dell'ultimo gran visir dell'Impero Ottomano, Ahmed Tevfik Pasha, e di sua moglie, la svizzera Elisabeth Tschumi, nel Palazzo di Kuruçeşme. La cerimonia fu officiata da Şeyhülislam Hayri Efendi e la dote della sposa consisteva in mille monete d'oro. 
La coppia visse prima a Palazzo di Kuruçeşme e poi, dall'ottobre 1920, in uno dei due palazzi gemelli di Nişantaşı, offerti a lei e a sua sorella da loro padre, salito al trono due anni prima. Ebbero una figlia. 
La coppia divorziò il 21 giugno 1922, cinque mesi prima la deposizione e l'esilio di Mehmed VI, con la seguente abolizione del Sultanato. La madre di Ulviye, Nazikeda Kadın, venne imprigionata per due anni a Palazzo Feriye, e alle figlie venne impedito di vederla.

## Secondo matrimonio
Il 1º novembre 1923, a Palazzo Nişantaşı, Ulviye sposò Ali Haydar Bey Germiyanoğlu, figlio di Zülüflü Ismail Pasha. Non ebbero figli.
Nel 1924 la dinastia ottomana fu esiliata.
Ulviye e la famiglia si trasferirono a Sanremo, dove viveva suo padre Mehmed VI. Anche Nazikeda Kadın e alcune altre consorti poterono raggiungerli lì.
Quando Mehmed VI morì nel 1926, Ulviye, la sua famiglia e, in un primo momento, sua madre, si trasferirono a Montecarlo. Nel 1929 si trasferirono ad Alessandria, dove infine invitarono anche Nazikeda. 
Nel 1952 l'esilio, limitatamente alle principesse, venne revocato. Ulviye e sua figlia poterono quindi rientrare in Turchia. Si stabilirono a Smirne.

## Morte
Ulviye Sultan morì il 25 gennaio 1967, a Smirne, all'età di settantaquattro anni, e fu sepolta nel cimitero di Asiyan, Istanbul. Suo marito la seguì nel 1970.

## Discendenza
Dal suo primo matrimonio, Ulviye Sultan ebbe una figlia:
- Suade Hümeyra Hanımsultan (4 giugno 1917 - 17 maggio 2000). Nata a Istanbul, morta a Kuşadası, Turchia. Si sposò una volta ed ebbe un figlio e una figlia.

## Onorificenze
Ulviye Sultan venne insignita delle seguenti onorificenze:
- Ordine della Casa di Osman
- Ordine di Mejīdiyye, ingioiellato
- Ordine della Carità, 1ª classe